# Walerian Iwanowitsch Albanow

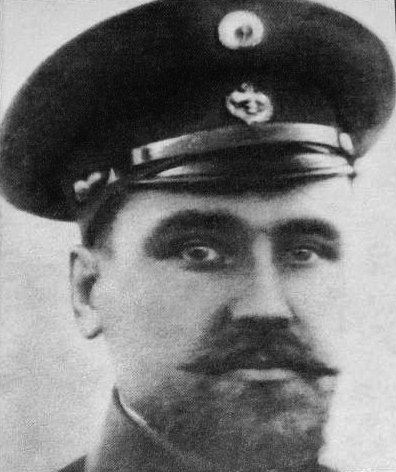
Walerian Albanow

Walerian Iwanowitsch Albanow (russisch Валериан Иванович Альбанов;  wissenschaftliche Transliteration Valerian Ivanovič Al'banov, * 1881 in Woronesch; † 1919) war ein russischer Seefahrer und Polarforscher, der vor allem durch seinen Bericht über die gescheiterte Arktisexpedition unter Leitung von Georgi Brussilow von 1912 bis 1914 bekannt wurde. Er war einer von nur zwei Überlebenden.

## Leben
Nach dem frühen Tod seines Vaters, eines Tierarztes, wuchs Albanow bei seinem Onkel in Ufa auf. Mit siebzehn Jahren ging er auf die Seefahrtsschule in Sankt Petersburg, die er 1904 abschloss. Anschließend fuhr er auf verschiedenen Schiffen auf der Ostsee, bevor er Erster Offizier des Dampfers Ob wurde, der auf dem Jenissei verkehrte. Von 1909 bis 1911 tat er Dienst auf dem Dampfschiff Kildin, das von Archangelsk aus verschiedene britische Häfen anlief.
Als Georgi Brussilow 1912 mit seinem Schoner St. Anna die Nordostpassage bezwingen wollte, heuerte Albanow als Steuermann auf dem Schiff an. Die St. Anna fror im Oktober 1912 in der Karasee vor der Jamal-Halbinsel im Eis ein und driftete mit diesem nach Norden. Schon während der ersten Überwinterung kam es an Bord zu schweren Fällen von Skorbut. Als das Schiff im Sommer 1913 nicht freikam, wurde die Lage kritisch. Die Lebensmittelvorräte reichten zwar noch für eine zweite Überwinterung, aber keinesfalls für eine dritte. Albanow bat Brussilow, das Schiff verlassen zu dürfen. Er wollte versuchen, Kap Flora auf der Northbrook-Insel im Süden Franz-Josef-Lands zu Fuß zu erreichen. Er ging davon aus, dass eine eventuelle Hilfsexpedition hier ihre Suche beginnen würde. Etwa die Hälfte der Besatzung schloss sich Albanow an. Der Winter wurde genutzt, um behelfsmäßige Schlitten und Kajaks zu bauen. Als der Trupp am 23. April 1914 aufbrach, befand sich die St. Anna bereits nördlich des 83. Breitengrades. Nachdem einige Männer umgekehrt waren, hatte Albanow noch zehn Kameraden bei sich, mit denen er unter schwersten Entbehrungen und Strapazen nach Südwesten über das Eis marschierte und gleichzeitig mit diesem driftete. Erst nach über zwei Monaten wurde mit Alexandraland die erste Insel des Franz-Josef-Archipels erreicht. Hier fand man auch offenes Wasser. Da nur noch zwei der Kajaks seetauglich waren, teilte sich die Gruppe zeitweise. Ein Trupp bewegte sich auf Skiern über Land, der andere fuhr unter Leitung Albanows mit den Kajaks an der Küste entlang. Am Kap Grant, der Südspitze Prinz-Georg-Lands, wartete Albanow vergeblich auf den Landtrupp. Später ging in einem Sturm das zweite Kajak verloren, so dass nur Albanow und der Matrose Alexander Konrad (1890–1940) Mitte Juli 1914 Kap Flora erreichten. Am 2. August wurden sie dort von der Sedow-Expedition gerettet.
Albanow fuhr weiter zur See, zunächst gemeinsam mit Konrad auf dem Eisbrecher Kanada, später wieder auf der Ostsee. Er starb 1919.

## Bedeutung
Albanows Aufzeichnungen waren vor allem für die Geographie Franz-Josef-Lands von Bedeutung. Sie zeigten, dass die in den Karten Julius Payers nördlich und westlich der Rudolf-Insel verzeichneten Inseln Petermann-Land und König-Oskar-Land nicht existieren. Aus dem Driftweg der St. Anna schloss der russisch-sowjetische Ozeanograph Wladimir Wiese auf die Existenz einer noch unbekannten Insel am nördlichen Ende der Karasee. Sie wurde 1930 gefunden und Wiese-Insel genannt.
Albanows spannend geschriebenes Buch Im Reich des weißen Todes hat einen festen Platz in der Arktisliteratur.